# Lísek (usedlost)
Lísek je zaniklá viniční usedlost v Praze 8-Bohnicích, která se nacházela v západní části Bohnického údolí při ulici Bohnická.

## Historie

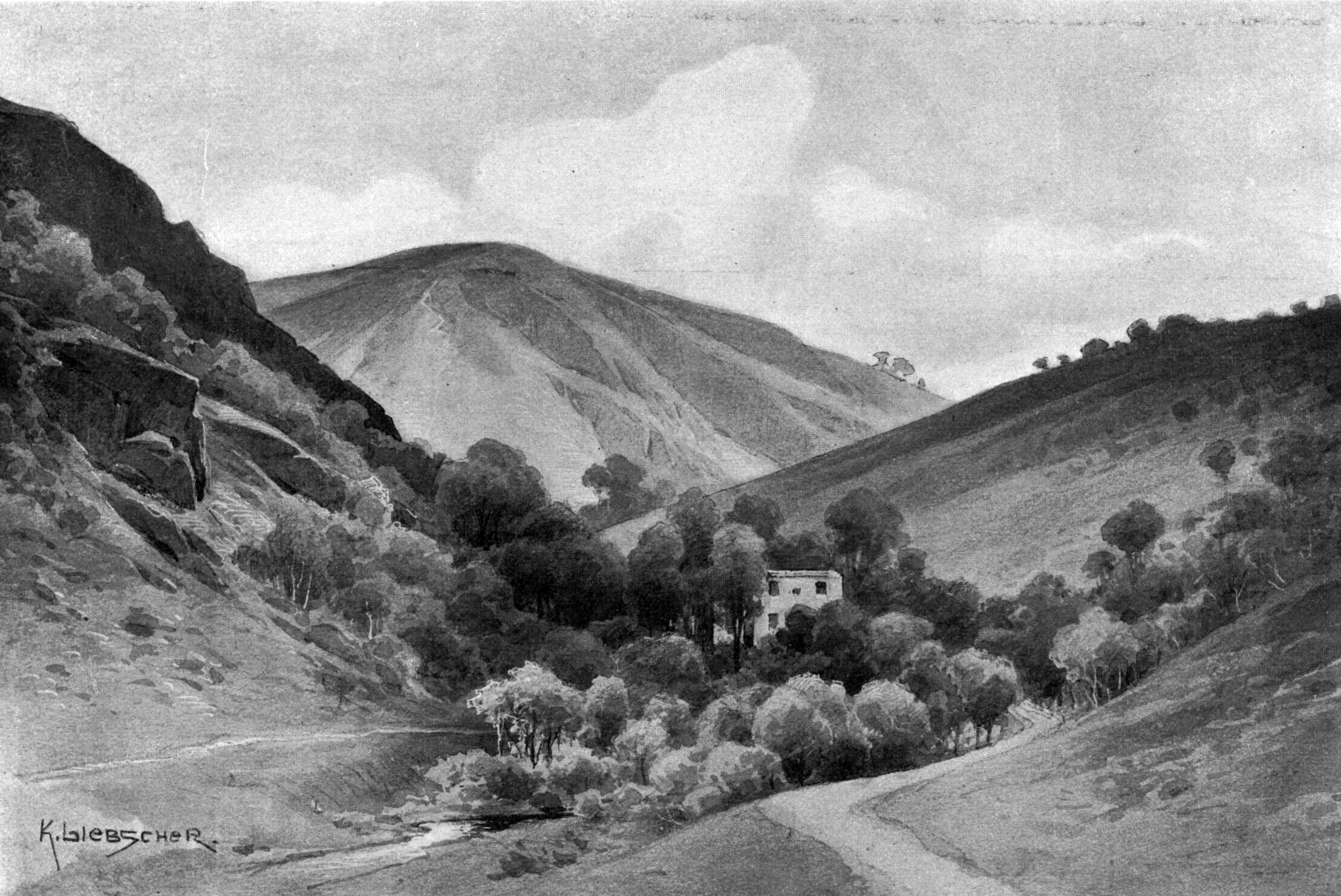
Bohnické údolí s Lískem na ilustraci Karla Liebschera (1903)

Vinice v místech usedlosti Lísek je poprvé zmiňována roku 1704. Její rozvoj nastal poté, co ji roku 1830 převzala rodina Osbornů, majitelů dvou bohnických dvorů. Jakub Osborne na šestihektarové vinici vybudoval nový lis a révu zde pěstoval až do roku 1854, kdy ji zničil révokaz. Lis pak byl roku 1866 rozebrán.
Na začátku 20. století byly pozemky Lísku z iniciativy MUDr. Jana Hraše připojeny k Zemskému ústavu pro choromyslné. Tento první ředitel ústavu dal zpustlou vinici opravit a práceschopní pacienti zde při pracovní terapii pěstovali nejen révu, ale také lískové keře a třešně a později vysadili květinové záhony. Vinice se sadem a zahradou kromě terapie poskytovala Ústavu také obživu.
Práce zde byly ukončeny po odchodu dr. Hraše roku 1911, pozemky zchátraly během 1. světové války a Ústav je již neobnovil.
Místo, kde stál starý lis, se nazývá „Zbořeňák“, ve stráni při lesní cestě jsou patrné zbytky kamenných viničních teras.